# Programme du Conseil national de la Résistance
Pour les articles homonymes, voir Les Jours heureux.
Le programme du Conseil national de la Résistance, généralement abrégé en programme du CNR et initialement intitulé Les Jours heureux par le CNR, est un texte français adopté à l'unanimité par le Conseil national de la Résistance le 15 mars 1944.
Ce texte, de moins d'une dizaine de feuillets, comprend deux parties : un « plan d'action immédiate », qui concerne l'action de la Résistance intérieure française à mener dans l'immédiat dans la perspective de la Libération, et des « mesures à appliquer dès la Libération du territoire », sorte de programme de gouvernement qui comprend à la fois des mesures ayant trait à l'épuration et des mesures à plus long terme, comme le rétablissement du suffrage universel, les nationalisations ou la sécurité sociale.
La postérité a plus retenu la seconde partie, car la majorité des propositions de caractère programmatique orienta les débats et la politique générale entre la Libération de 1944 et le début de 1946. Par rapport à d'autres programmes de gouvernement, une des spécificités du programme du CNR est d'avoir été adopté par tout l'éventail politique représenté au sein de la Résistance française.

## Résumé du programme

### Plan d'action immédiate
La première partie, le « plan d'action immédiate », commence par un certain nombre de constats et affirme ensuite la nécessité de la lutte armée et la reconnaissance de Charles de Gaulle et de l'autorité du Comité français de libération nationale (CFLN) :

« par l'intensification de la lutte menée par les forces armées, par les organisations constituées par les masses, que pourra être réalisée l'union véritable de toutes les forces patriotiques pour la réalisation de la Libération nationale inséparable, comme l'a dit le Général de Gaulle, de l'insurrection nationale qui... sera dirigée par le CNR sous l'autorité du CFLN »

Une partie importante du texte est ensuite consacrée à la création des Comités départementaux de libération (CDL). Le rôle de ces comités se distingue de celui des Forces françaises de l'intérieur (FFI) dont les attributions sont également définies.

### Mesures à appliquer dès la Libération du territoire
Dans la seconde partie, les « mesures à appliquer dès la Libération du territoire », il est d'abord prévu de « veiller au châtiment des traîtres et l'éviction, dans le domaine de l’administration et de la vie professionnelle, de tous ceux qui auront pactisé avec l’ennemi ou qui se seront associés activement à la politique des gouvernements de collaboration » et d'instaurer la confiscation des biens traîtres et des trafiquants de marché noir.

### Autre mesures
Viennent ensuite :
- des mesures politiques, comme le rétablissement de la démocratie, du suffrage universel et de la liberté de la presse ;
- des mesures économiques, inspirées du planisme,  caractérisées par « l’instauration d’une véritable démocratie économique et sociale, impliquant l’éviction des grandes féodalités économiques et financières de la direction de l’économie », ce qu'on appellera généralement les nationalisations, et qui est exprimé dans le texte comme « le retour à la nation des grands moyens de production monopolisée, fruits du travail commun, des sources d’énergie, des richesses du sous-sol, des compagnies d’assurances et des grandes banques » ;
- des mesures sociales, dont un rajustement important des salaires, le rétablissement d'un syndicalisme indépendant et des délégués d'atelier et « un plan complet de sécurité sociale, visant à assurer à tous les citoyens des moyens d’existence, dans tous les cas où ils sont incapables de se le procurer par le travail, avec gestion appartenant aux représentants des intéressés et de l’État ».

## Histoire de l'élaboration du programme
La première partie du programme du CNR a peu d'antécédents dans l'histoire de France puisqu'elle concerne l'organisation d'une insurrection armée dans un pays sous domination étrangère, ce qui correspond à une situation historique que la France contemporaine n'avait jamais connue. Quant à la seconde partie, « réformes à appliquer dès la libération du territoire », elle s'inscrit dans la tradition des programmes communs de gouvernement. Le premier programme commun de gouvernement est celui de la « Réunion de la Montagne » paru en avril 1849. Dans son préambule, le programme soulignait le rôle du programme dans les rouages de la démocratie. D'une façon générale, les droites, « empiriques et conservatrices » sont peu enclines à « programmer ». Charles de Gaulle, lui-même, exprime ses doutes sur l'utilité des programmes politiques lorsqu'il est élu président du Gouvernement provisoire de la République française. Si la tradition de gauche se montre plus ouverte à l'usage de programmes de gouvernement, les seuls précédents historiques antérieurs à 1940 sont ceux de 1849 et de 1936.

### 1935-1936: le programme de gouvernement du Comité national de rassemblement populaire
À partir de 1934 et de la convergence qui s'établit au sein de la gauche, d'abord dans une perspective anti-fasciste et ensuite au sein du Comité national du Rassemblement populaire, qui rassemble les forces de gauche qui soutiennent le Front populaire, l'établissement d'un programme commun n'apparaît pas comme une évidence. L'inscription des nationalisations que l'on appelle alors souvent « socialisations » au sein d'un programme de gouvernement est une demande des socialistes de la Section française de l'Internationale ouvrière (SFIO) vis-à-vis de laquelle les communistes français se montrent très réticents, comme le justifie Maurice Thorez dans un article de L'Humanité en janvier 1935 : « La moindre action vaut mieux que douze programmes (...) ce que Marx a voulu nous faire entendre, ce que Lénine et les bolcheviks ont su comprendre (...) c'est qu'il importe surtout d'agir ». Au moment de l'adoption d'un programme commun du Comité national du Rassemblement populaire, créé le 17 juin 1935 pour préparer une victoire électorale aux élections législatives de 1936, les communistes reçoivent l'appui des radicaux pour une approche minimaliste des nationalisations. Le compromis obtenu ne prévoit en effet que « la nationalisation des industries de guerre » et le terme de « nationalisation » n'est pas prononcé pour le cas de la Banque de France pourtant en voie d'être également « nationalisée ». Léon Blum persiste jusqu'en 1942, dans ses prisons du Puy-de-Dôme, dans l'idée de proposer un programme de gouvernement, comme en témoignent aussi bien les lettres qu'il écrit à ses amis socialistes ou au général de Gaulle.

### Janvier 1943: le programme du Comité d'action socialiste
Des événements qui marquent le début de la Seconde Guerre mondiale, comme le Pacte germano-soviétique, la dissolution du Parti communiste ou la « drôle de guerre », créent un clivage entre les socialistes et les communistes qui ne prend fin qu'à la fin de 1942, avec des contacts directs entre le Comité d'action socialiste (CAS) et le Parti communiste, tous deux clandestins. En fait, les communistes privilégient l'union nationale et l'alliance avec la résistance gaulliste plutôt que la formation d'un Front populaire clandestin, si bien que le CAS publie tout seul, en janvier 1943, Notre programme, premier programme politique pour l'après-guerre émanant d'un parti clandestin, qui prévoit cinq séries de mesures, parmi lesquelles le droit de vote des femmes, l'« élimination totale des trusts de la vie nationale », l'« élimination progressive de la concurrence et du profit », la « nationalisation du crédit et des banques, des compagnies d'assurances, des industries clés et du commerce extérieur », le maintien et l'amélioration des lois sociales acquises par les travailleurs avant 1939. Quelques mois plus tard, les socialistes, définitivement ralliés à de Gaulle, proposent au Conseil national de la Résistance constitué le 27 mai 1943 un « Programme commun » à la Résistance française qui abandonne l'abolition de la concurrence, mais introduit la participation à la gestion des ouvriers et des techniciens. Il ne semble pas que ce programme ait été discuté par les membres du CNR, car il est doublé par un programme émanant du Comité français de libération nationale (CFLN) et présenté au CNR par Émile Laffon le 15 juillet 1943.

### Juillet 1943: le projet Laffon du CFLN
Le projet Laffon ressemble beaucoup au programme socialiste, peut-être parce que des socialistes de Londres comme André Philip ou Georges Boris ont participé à la rédaction des deux projets. On ignore d'ailleurs si l'ensemble des membres du CFLN ont eu connaissance du projet. Le projet Laffon comprend une Charte économique et sociale qui prône le dirigisme, c'est-à-dire, selon les auteurs du texte, « L'orientation et le contrôle de la production par l'État en faveur de la collectivité », ce qui exige « l'élimination préalable des féodalités économiques ». Dans ce texte, le terme « socialisation » (des grandes banques distributives du Crédit) est utilisé à la place de « nationalisation ». La charte du projet Laffon limite aux aspects techniques la participation des salariés à la gestion de l'entreprise, mais prévoit une participation des travailleurs aux bénéfices, soit à titre individuel, soit pour les œuvres sociales. En matière internationale, on trouve dans le projet Laffon l'idée que « des abandons de souveraineté nationale » devront intervenir « au profit d'une Communauté d'États supérieure » appelée également « Ligue universelle ». Cette idée était également présente dans le programme socialiste. 
André Mercier représentant le parti communiste au CNR s'oppose à ce projet de Ligue universelle, mais il s'oppose également aux développements économiques du projet Laffon auquel il reproche, en gros, selon les termes de l'historienne Claire Andrieu, « son manque de marxisme ». Les représentants des droites au sein du CNR tels Joseph Laniel de l'Alliance démocratique ou le professeur Louis Marin de l'URD, s'opposent au projet Laffon pour des raisons inverses. Le premier est favorable à un retour à un libéralisme total dans le cadre national, et le second aurait parlé de « projet naziste, fasciste et vichyssois ». Le projet reçoit un accueil favorable des autres organisations représentées au CNR, mais le Front national fait pencher la balance au profit du rejet du texte en revendiquant une position unanimiste : il ne faut pas que l'adoption de ce texte puisse écarter de la Résistance un seul de ses membres. Le communiste Pierre Villon, représentant le Front National au sein du CNR joue par la suite un rôle essentiel dans l'adoption du texte final, en mars 1944.

### Septembre 1943: le programme de la CGT
Les représentants des syndicats, CGT et CFTC se déclarent favorables au projet Laffon. Après la scission, de fait, de 1939, les deux tendances, confédérée et communiste (que l'on appelle unitaire, en souvenir de la CGTU), s'étaient rapprochées puis réunifiées à la suite des Accords du Perreux. En fait, le Programme d'action d'après-guerre que Louis Saillant propose au CNR au nom de la CGT en septembre 1943 contient à la fois des parties qui ont reçu l'accord des deux tendances, comme le rétablissement de la légalité républicaine mais aussi des parties ou chacune des deux tendances a déposé des motions distinctes. Ainsi le principe du Closed shop, c'est-à-dire du monopole de l'embauche par le syndicat n'est-il proposé que par les unitaires communistes alors que les ex-conférés souhaitent conserver la primauté de l'État dans les offices de placement et les autorisations de licenciement, les syndicats n'exerçant qu'un rôle de contrôle. Un autre désaccord concerne l'avenir des Comités d'organisation, ces sortes de syndicats professionnels disposant de prérogatives publiques, mis en place par Vichy et qui sont l'expression à la fois du corporatisme et du dirigisme de la Révolution nationale. Les confédérés proposent de réformer ces comités et en chassant « les trusts » et en renforçant le rôle de l'État et la représentation des syndicats alors que les unitaires demandent la suppression pure et simples de ces comités qui ne peuvent que renforcer « les trusts ».

### Novembre 1943: le rapport du Comité national des Études
Si le document de la CGT renferme nécessairement des contradictions du fait de l'expression divergentes des deux tendances, un autre document publié également à l'automne 1943 renferme suffisamment de contradictions pour le rendre totalement inexploitable. Il s'agit du Rapport sur la politique économique d'après-guerre élaboré par le Comité National des Études, créé sous le nom de Comité des experts, en juin 1942, à l'initiative de Jean Moulin et de François de Menthon. Le volumineux rapport de 1943, souvent appelé Rapport Courtin sera l'œuvre de neuf membres du Comité parmi lesquels René Courtin, Pierre-Henri Teitgen et Emmanuel Monick. Selon Claire Andrieu, le rapport Courtin est écartelé entre ses convictions libérales et sa volonté de satisfaire l'« opinion publique » jugée unanimement acquise aux nationalisations. Dans les « Remarques » du PCF qui descendent en flamme le rapport, il apparaît que le PCF s'intéresse aux nationalisations en les présentant comme un moyen de « libérer la France de la domination antinationale et antisociale des hommes des trusts ». Cette acceptation apparente des nationalisations sans abolition préalable du régime capitaliste est une nouveauté de la part du PCF qui se rallie définitivement à cette idée au début de 1945.

### Décembre 1943-janvier 1944: la discussion du projet du Front national
De novembre 1943 à août 1944, il n'y eut aucune réunion plénière du CNR. Le bureau du CNR est donc amené à jouer un rôle essentiel dans l'élaboration du texte adopté le 15 mars 1944. Les cinq membres du bureau du CNR sont Georges Bidault, président, qui représente le parti radical et l'Alliance démocratique, Louis Saillant qui représente d'abord la CGT, mais aussi les Socialistes, Libération-Nord et la CFTC, Pascal Copeau, membre de Libération-Sud, qui représente aussi les Mouvements unis de la Résistance (MUR), Maxime Blocq-Mascart, membre de l'Organisation civile et militaire (OCM), qui représente aussi Ceux de la Résistance et Ceux de la Libération, et enfin, Pierre Villon, secrétaire du Front national de lutte pour la libération et l'indépendance de la France qui représente aussi le PCF et la Fédération républicaine. Finalement, avec un homme de droite (Blocq-Mascart), deux socialisants (Saillant et Copeau) et un communiste (Villon), selon Claire Andrieu, le bureau est représentatif de l'ensemble du CNR. Au sein du bureau, Villon a joué un rôle moteur qu'il a évoqué dans ses mémoires :
« Au cours de l'été 1943, Émile Laffon... propose au CNR une charte, une sorte de manifeste pour l'après-guerre. Nous ne pouvions nous cantonner dans une attitude négative, j'opte pour la rédaction d'un contre-projet... mais avant de déposer le contre-projet, j'ai eu une entrevue – la seule que j'ai eu durant toute cette période – avec Jacques Duclos et Benoît Frachon. »
C'est à la ferme de Beaudreville, à Gometz-la-Ville, dans le Hurepoix que Villon a rencontré avec André Mercier les deux dirigeants du PCF clandestin, Jacques Duclos et Benoît Frachon. C'est la seule fois où les deux dirigeants ont eu un contact direct avec un responsable du parti non membre du secrétariat au sein de leur dispositif clandestin.
À la suite de cet entretien avec Duclos et Frachon, Villon rédige un Projet de Charte de la Résistance proposée par le F.N. dont l'essentiel consiste en un appel à l'action immédiate contre l'occupant et qui se termine par un ensemble succinct de mesures, à la fois libérales et sociales, souhaitées pour la période suivant la Libération. Claire Andrieu note que ces réformes ne sont « pas plus révolutionnaires que le programme du Front populaire ». Le bureau du CNR se réunit une à deux fois par semaine entre décembre 1943 et janvier 1944. En plus des cinq membres, Jacques Bingen, délégué du CFLN assiste aux séances. La majeure partie du temps de réunion est consacré à l'examen du projet du F.N. et à la désignation des Administrateurs provisoires, futurs Secrétaires Généraux provisoires des ministères. En janvier 1944, le bureau du CNR adopte à l'unanimité une Charte de la Résistance, proche du projet du F.N., où les réformes de l'après-libération sont modifiées dans un sens légèrement plus "socialisant".

### 15 mars 1944: l'adoption duProgramme d'action de la Résistance
Cette Charte de la Résistance est envoyée à tous les membres du CNR pour examen. Un certain nombre de critiques sont exprimées et le bureau du CNR confie la reprise du texte au comité directeur des M.U.R. dont les trois membres sont Pascal Copeau, Claude Bourdet et Antoine Avinin. Les trois membres des M.U.R. font appel aux représentants de trois autres mouvements de résistance, France au Combat, Défense de la France et Résistance, formant ainsi le comité directeur d'une nouvelle structure, le Mouvement de libération nationale. Ce comité de 6 personnes envoie un projet remanié, adopté par le bureau du CNR le 28 février 1944 sous le nom de Programme d'action de la Résistance. 
Il reste à faire approuver ce texte par tous les membres du CNR. Si les partis de droite se laissent convaincre assez vite, les socialistes sont beaucoup plus longs à se décider. Depuis décembre 1943, les débats les plus vifs ne portent pas sur les mesures à mettre en œuvre après la Libération, mais sur le programme d'action immédiate. Les socialistes soupçonnent les communistes de vouloir développer l'action immédiate pour se mettre en mesure de conquérir le pouvoir politique. Les communistes ne sont pas les seuls à promouvoir le développement de l'action immédiate, ils trouvent à leurs côtés des hommes de droite comme Pierre de Bénouville, Jacques Renouvin ou Henri Frenay. Lorsque les socialistes proposent un « comité d'entente » aux communistes, ces derniers refusent au nom de l'union de la résistance, et rejettent toute référence à la Lutte des classes « pour ne pas donner un motif de division entre français ». Le tournant sera pris par un long article intitule la peur du peuple et la trahison de la patrie publié dans l'Humanité le 15 mars 1944 où l'auteur, Jacques Duclos, relance le thème de la résistance comme combat du peuple et de son parti, le parti communiste. 
Après une ultime modification du texte dans la première quinzaine de mars par Copeau, Bourdet et Daniel Mayer l'appel à l'action immédiate est très légèrement atténué et l'aspect social réformateur est accentué. Le texte final est adopté par le bureau du CNR le 15 mars 1944. Contrairement à l'affirmation de l'introduction du texte, il n'y a pas eu d'assemblée plénière, mais un examen attentif des différences moutures du texte fait apparaître que le Programme d'action de la Résistance a bénéficié de la participation de toutes les tendances représentées au sein du CNR.

## La mise en œuvre du programme du CNR
Il est difficile de dire si l'ensemble des mesures prévues dans le « plan d'action immédiate » furent mises en œuvre, car l'adoption du programme en mars 1944 n'a pas mis un terme aux discussions sur l'unité de la Résistance. Si les Comités départementaux de libération (CDL) prévus par le programme furent effectivement légalement mis en place par le CFLN d'Alger par l'ordonnance du 21 avril 1944, les Milices patriotiques prévues dans les attributions des CDL et mises en place par les communistes à partir de juin 1944 sont très vite l'objet de dissensions entre les organisations qui se réclament du programme,. La Libération de Paris en août 1944 rend largement caduc le « plan d'action immédiate ». Dès lors, c'est la deuxième partie que l'on désigne généralement sous le nom de « programme du CNR » et qui devient le guide des réformes mises en œuvre par le gouvernement provisoire, et à partir du 21 octobre 1945, par les gouvernements bénéficiant du soutien d'assemblées législatives élues.

### Un programme peu diffusé de mars à août 1944
Jusqu'à la Libération de la majeure partie de la France en août 1944, le programme du CNR n'a connu qu'un impact relativement faible. Après son adoption à Paris, en mars 1944, le programme fut rapidement connu à Alger, mais en dépit d'un vote unanime des délégués de l'assemblée consultative d'Alger demandant au gouvernement provisoire « d'établir les conditions préalables au retour à la nation des grands moyens de production réclamés par le conseil national de la Résistance », le programme du CNR n'a pas reçu l'approbation officielle du CFLN. Au moment de la Libération de Paris, sur proposition de Daniel Mayer, le CNR avait prévu de remettre solennellement le programme au général de Gaulle et de l'inviter à proclamer la République, mais personne ne remit le Programme à de Gaulle qui ne proclama pas la République puisqu'il défendait l'idée qu'elle n'avait jamais cessé d'exister.
Le 27 juillet 1944, une des mesures figurant dans le programme du CNR est accomplie avant la Libération de Paris : le GPRF d'Alger rétablit la liberté syndicale et abolit la Charte du travail.
D'une façon générale, la diffusion du programme de la Résistance est faible et inégale. Un petit nombre de publications clandestines donnèrent un large écho au Programme de la Résistance. Seul Libération le publie in extenso, alors que Combat et Franc-Tireur ne le publient que partiellement. Mais un grand nombre de publications n'en firent même pas mention dans la clandestinité, L'Humanité, Témoignage chrétien, Défense de la France, pour n'en citer que quelques-unes.

### Les ordonnances du Gouvernement provisoire (août 1944-octobre 1945)
À partir de septembre 1944, l'application de son programme devient la principale raison d'être du CNR qui perdure jusqu'en 1947. Louis Saillant succède à Georges Bidault nommé ministres des affaires étrangères. Le 7 octobre 1944, le CNR organise un vaste rassemblement au Vel d'Hiv et fait acclamer par une foule immense les grandes lignes de son programme.
Au moment de la Libération, les socialistes de la SFIO représentent, avec les syndicalistes de la CGT réunifiée, les partisans les plus convaincus du programme du CNR. Les socialistes considèrent les nationalisations pas seulement comme des mesures socialistes, mais aussi des mesures patriotiques. Le PCF semble hésiter entre la promotion de son propre programme et celle du programme du CNR, mais il affirme plus clairement son adhésion au programme du CNR après le retour en France de Maurice Thorez et l'acceptation de la dissolution des Milices patriotiques en novembre 1944. En janvier 1945, Thorez se prononce pour « le retour à la nation des grands moyens de production monopolisés », c'est-à-dire pour les nationalisations, mais cette revendication est moins pressante que celle concernant l'épuration. Troisième tendance bien représentée dans la Résistance, les démocrates chrétiens fondent un parti, le Mouvement républicain populaire (MRP) en novembre 1944. Jusqu'au printemps 1945, ils sont animés d'une « foi révolutionnaire », selon les mots de Claire Andrieu qui fait remarquer qu'avec le quotidien socialiste Le Populaire, le journal d'inspiration démocrate chrétienne L'Aube appelle à la « Révolution » de façon récurrente alors qu'à la même époque les journaux communistes ne l'évoquent pas. Le MRP, selon ses objectifs annoncés le 5 septembre veut « en finir avec le régime capitaliste et la dictature de l'argent » mais marque sa réserve vis-à-vis des nationalisations en invoquant la « libéralisation de l'économie ». En décembre 1944, Emmanuel d'Astier de La Vigerie dépose à l'Assemblée consultative provisoire un ordre du jour réclamant d'urgence la nationalisation des grandes entreprises du pays, ordre du jour qui recueille l'unanimité des délégués prenant part au vote. En juillet 1945, Jacques Duclos fait adopter un ordre du jour qui réclame d'urgence les nationalisations et l'épuration économique. Il n'y a guère que Joseph Denais, membre de la Fédération républicaine qui tente de s'y opposer en déposant une proposition tendant à maintenir l'État dans le contrôle et la coordination en excluant toute étatisation ou socialisation.
Le Gouvernement provisoire lui-même n'a jamais reconnu le programme du CNR. De Gaulle évite de faire référence au CNR lorsque, le 12 septembre 1944 au palais de Chaillot, il annonce les « principes » qui vont guider son action :
« [...] tout en assurant à tous le maximum de liberté, et tout en favorisant en toute matière l'esprit d'entreprise, [la France] veut faire en sorte que l'intérêt particulier soit toujours contraint de céder à l'intérêt général, que les grandes sources de la richesse commune soient exploitées et dirigées [...] pour l'avantage de tous, que les coalitions d'intérêt [...] soient abolies une fois pour tous, et qu'enfin chacun de ses fils, chacune de ses filles puisse vivre, travailler, élever ses enfants dans la sécurité et la dignité »
Entre décembre 1944 et octobre 1945, le Gouvernement provisoire est amené à prendre une série d'ordonnances allant dans le sens des mesures préconisées par le programme du CNR :
- 26 août et 30 septembre 1944 organisation de la presse, interdiction des concentrations[38] ;
- 13 décembre 1944, institution des Houillères du bassin du Nord et du Pas-de-Calais ;
- 18 décembre 1944, contrôle de l'État sur la marine marchande ;
- 30 décembre 1944, relèvement des cotisations de la sécurité sociale[39] ;
- 16 janvier 1945, nationalisation des Usines Renault avec confiscation des biens de Louis Renault ;
- 22 février 1945, institution des comités d'entreprise ;
- 29 mai 1945, transfert à l'État des actions de la société Gnome et Rhône ;
- 26 juin 1945, transfert à l'État des actions des compagnies Air France et Air Bleu ;
- 4 octobre 1945, ordonnance de base de la Sécurité sociale ;
- 17 octobre 1945, statut du fermage et du métayage.

### Les réformes économiques et sociales en 1946
Des élections constituantes du 21 octobre 1945, sortent vainqueurs avec 75 % des suffrages, les trois partis qui mettent en avant l'application du programme du CNR : le PCF, le SFIO et le MRP. 
Un bref retour en arrière est nécessaire pour faire état d'un rapprochement qui s'est amorcé entre-temps le PCF et la SFIO et qui s'est traduit par la publication d'un manifeste du comité d'entente socialiste-communiste où le champ des nationalisations est revu à la hausse par rapport à un texte communiste déposé à l'Assemblée trois jours plus tôt. La liste des nationalisations comprend les Houillères, mines de fer et de bauxite, la production de ciment, les transports terrestres et aériens, la grosse industrie. Ce rapprochement entre les deux principaux partis de gauche atteint ses limites lorsque le 12 juin le PCF soumet à la SFIO une charte d'unité de la classe ouvrière mais soumet sa réunification avec la SFIO à l'acceptation du « matérialisme dialectique de Marx et Engels enrichi par Lénine et Staline ». La réunification n'a pas lieu mais les tentatives d'unification de la gauche sont relayées fin août 1945 par la CGT qui constitue autour d'elle une délégation des gauches à laquelle le MRP n'est pas invité et qui accouche le 6 novembre 1945 d'un programme qui se veut une mise au point du programme du CNR. Ce programme de 1945 n'est guère plus détaillé que le programme du CNR pour ce qui concerne la Sécurité sociale, mais précise les conditions des nationalisations envisagées par le manifeste : transfert du capital à l'État et transfert de la direction à des conseils bipartites composés de travailleurs et de représentants de l'intérêt général.
De nettes divergences apparaissent dans le programme du MRP, publié le 8 novembre, c'est-à-dire deux jours après celui de la gauche. Le programme du MRP prévoit la nationalisation de la Banque de France, mais pas celle des autres banques. Par contre, le périmètre des entreprises n'est pas moins vaste que celui des gauches, mais les modalités de gestion de l'État sont diverses, depuis la régie d'État jusqu'à la coopérative de production. Les gauches, tout comme le MRP, souhaitent revoir l'ordonnance du 22 février sur les comités d'entreprise pour introduire la participation des ouvriers à la gestion.
De Gaulle, élu président d'un gouvernement tripartite, à l'unanimité, le 21 novembre 1945, se déclare d'abord assez réservé vis-à-vis des programmes, mais accomplit finalement, conformément à des promesses que René Pleven avait faites à l'Assemblée consultative en juillet 1945, un programme de nationalisations intermédiaire entre le programme des gauches et celui du MRP :
- 2 décembre 1945, nationalisation de la Banque de France et de quatre grandes banques de dépôt.
- 18 janvier 1946, dépôt à l'Assemblée de projets de loi sur la nationalisation de l'électricité et du gaz.

En désaccord avec l'Assemblée constituante sur la conception de l'État et le rôle des partis, de Gaulle démissionne le 20 janvier 1946. Dans la question de la nationalisation des banques, il avait dû mettre tout son poids dans la balance pour que les deux plus grandes banques d'affaires (Banque de Paris et des Pays-Bas et Banque de l'Union parisienne) ne soient pas nationalisées. De Gaulle a également veillé, avec le soutien du MRP et de la SFIO à ce que les anciens actionnaires soient indemnisés correctement. La confiscation de Renault est une exception.
Après le départ de de Gaulle, le nouveau président du Conseil Félix Gouin annonce que la défense du franc est à l'ordre du jour. Parmi la liste d'économies à réaliser figure une réduction massive des frais généraux des établissements nationalisés. L'adoption de la loi sur la nationalisation de l'électricité et du gaz est laborieuse, le MRP et la SFIO souhaitant un système plus décentralisé que celui proposé par le ministre communiste Marcel Paul. Les députés MRP votent finalement la loi après avoir déposé 77 amendements qui ne furent généralement pas adoptés. Les nationalisations des compagnies d'assurances sont également une source de dissension entre les communistes qui demandent la nationalisation totale du secteur alors que les socialistes ne demandent que la nationalisation de 48 compagnies, représentant 65 % du secteur. Une série de mesures est adoptée par l'Assemblée constituante dans la semaine du 23 au 26 avril avant qu'elle ne se sépare pour le référendum du 5 mai :
- 21 février 1946, rétablissement de la loi des quarante heures ;
- 28 mars 1946, vote de la loi sur la nationalisation de l'électricité et du gaz ;
- 24 avril 1946, nationalisation des grandes compagnies d'assurances ;
- 25 avril, extension du nombre et des attributions des comités d'entreprises ;
- 26 avril 1946, généralisation de la Sécurité sociale incluant la Retraite des vieux.

Le référendum constitutionnel est un échec pour les partis de gauche et par conséquent un succès pour le MRP qui prônait le non. L'Assemblée est dissoute et le MRP devenant le premier parti de France, l'un de ses membres, Georges Bidault, devient Président du Conseil. Au cours des campagnes électorales, les trois grands partis ont continué d'affirmer leur fidélité au programme du CNR. En fait, il n'y a plus de consensus pour aller plus loin dans les nationalisations. Le PCF est seul à proposer la nationalisation des ressources thermales et de la sidérurgie. La loi sur le statut de la fonction publique, présentée par Maurice Thorez est la seule que l'on puisse qualifier de réforme de structure.
- 19 octobre, loi sur le statut de la fonction publique.

Avec 28 % des suffrages, le PCF sort renforcé des élections législatives du 10 novembre 1946 et tente d'apparaître comme un parti de gouvernement. Ainsi, Maurice Thorez déclare dans une interview au quotidien anglais The Times qu'il existe « pour la marche du socialisme d'autres chemins que celui suivi par les communistes russes », mais après son échec à accéder à la présidence du gouvernement, Thorez est désavoué par le comité central de son parti qui déclare le 27 novembre « Les nationalisations ne sont pas des mesures socialistes... La première condition de l'introduction du socialisme dans un pays, c'est l'institution d'un État socialiste ». Le PCF est donc revenu à ses positions de 1943. Le MRP qui continue de s'affirmer fidèle au programme du CNR met de plus en plus l'accent sur le retour de la liberté économique. La SFIO est donc pratiquement seule à œuvrer pour la poursuite des nationalisations. Le projet concernant les principales compagnies de navigation maritimes est sérieusement édulcoré par le MRP et les radicaux. Le début de la guerre froide et le renvoi des ministres communistes le 5 mai 1947 signifie la fin d'une tranche de la vie politique française à laquelle se rattache le programme du CNR.

## Généalogie des réformes économiques et sociales de la Libération
Si les différents législateurs de la période 1944-1947 ont explicitement associé leur œuvre législative au programme du CNR, ces mesures économiques et sociales peuvent également être placées dans une perspective plus large. Différents auteurs ont ainsi traité la question de la rupture ou de la continuité avec la période précédente, celle du régime de Vichy.
En matière de droits sociaux, il apparaît que le rétablissement des libertés syndicales apparaît bien comme une rupture par rapport à la Charte du travail de Vichy, ou, plus exactement, c'est la Charte du travail qui est une parenthèse dans l'évolution du droit du travail français.
En matière de protection sociale et de planification, c'est en revanche la continuité qui prédomine, l'ensemble des mesures sociales suivent les lignes de force de la protection sociale, qui vont de la Troisième République à la Quatrième République en passant par le régime de Vichy et la Libération. Pour Richard Kuisel, sous certains aspects, Vichy et la Résistance s'opposent ensemble à la Troisième République :
« Malgré des différences évidentes, les réformes proposées par Vichy et par la Résistance avaient beaucoup de points en commun. les unes comme les autres visaient à une renaissance nationale, à une réconciliation sociale, à une restauration morale, à une économie planifiée plus juste, à un État plus dynamique »
Robert Paxton rappelle également la continuité du personnel de la haute administration qui met les réformes en œuvre « certes, la IVe  République reviendra, dans ce cas comme dans bien d’autres, aux pratiques de la IIIe - certains des plans quinquennaux seront soumis à l’examen du Parlement – mais les fonctionnaires gardent dans l’économie nationale un rôle qui rappelle beaucoup plus Vichy que l’avant-guerre ». 
Dans le système de retraite, le principe de répartition n'était pas expressément prévu dans le programme du CNR mais avait été déjà mise en œuvre par le régime de Vichy. Pierre Laroque que l'on considère comme le « père de la sécurité sociale » avait été au tout début de l'occupation membre du cabinet du ministre du travail René Belin. Ce cabinet avait publié en septembre 1940 un rapport qui prévoyait de substituer aux différentes caisses d'affinité une caisse départementale unique chargée de la gestion des congés payés, des allocations familiales et du volet maladie des assurances sociales. Il était également prévu qu'une Caisse de solidarité nationale recevrait la responsabilité de l'ensemble de la branche vieillesse. Si Laroque connaissait bien le système de protection sociale mis en place par Belin, comme il avait rejoint Londres à partir de juin 1943, il était également informé des idées développées par William Beveridge dans son rapport de 1942 d'où découlent plus ou moins les principes de l'État-providence dans le monde anglo-saxon. D'après Belin lui-même, Laroque aurait plus emprunté aux rapports Beveridge qu'au projet de septembre 1940 auquel Laroque fut mêlé.

## Postérité

### Une longue nuit
Après avoir revêtu une valeur emblématique dans laquelle se reconnaissaient les acteurs de la Libération au cours de la période 1944-1947, le programme du CNR disparaît de la scène publique pendant près d'un demi-siècle, à partir de 1947 où avec l'arrivée de la guerre froide et la fondation du RPF, l'éclatement de l'union née de la Résistance est consommé.
De 1972 à 1981, alors que le Programme commun débattu entre les partis de gauche est mis à l'ordre du jour, le souvenir du programme du CNR n'est pas réactivé. Claire Andrieu explique cet oubli par le fait que la bipolarisation de la vie politique et la problématique de l'union de la gauche rendent inopportune la référence à une expérience d'union nationale. C'est à la suite de l'effondrement des régimes communistes de l'Europe de l'Est symbolisé par la Chute du mur de Berlin et du succès apparent des conceptions libérales de l'économie que l'on a appelé néolibéralisme que la référence au programme du CNR, à fort contenu dirigiste, a retrouvé une utilité.

### La résurgence de 1994 et le soixantième anniversaire (2004)
En 1994, le président de la République préside une commémoration en hommage au CNR et à son programme, mais déjà, à partir de 1993, le quotidien communiste l'Humanité a redécouvert le texte pour en faire le symbole d'une économie basée sur un service public fort.
C'est d'ailleurs un communiste, Jacques Nikonoff, qui préside le mouvement ATTAC France, qui organise à l'occasion du soixantième anniversaire de l'adoption du programme du CNR un appel, lancé le 10 mars 2004 par d'anciens résistants, faisant un parallèle entre le néo-libéralisme et les puissances d'argent dénoncées dans l'appel originel. L'appel se termine par le slogan « Créer, c’est résister. Résister, c’est créer ». Treize résistants, particulièrement illustres, ont signé le texte : Lucie Aubrac, Raymond Aubrac, Henri Bartoli, Daniel Cordier, Philippe Dechartre, Georges Guingouin, Stéphane Hessel, Maurice Kriegel-Valrimont, Lise London, Georges Séguy, Germaine Tillion, Jean-Pierre Vernant, Maurice Voutey.
En 2010, l'un des signataires de l'appel du soixantième anniversaire, Stéphane Hessel, alors âgé de 93 ans, publie un opuscule, Indignez-vous !, qui rencontre un grand succès. Dans le texte, Stéphane Hessel évoque largement le programme du CNR et affirme que « C'est tout le socle des conquêtes sociales de la Résistance qui est aujourd'hui remis en cause ». Le texte se termine à nouveau par le slogan de l'appel du soixantième anniversaire « Créer, c’est résister. Résister, c’est créer ».
A l'occasion de l'élection présidentielle de 2022, Fabien Roussel, candidat du Parti Communiste Français, utilise comme slogan et titre de son programme « Pour une France des jours heureux », en hommage au programme du CNR.

### Controverses
Dans l'éditorial du magazine Challenges en octobre 2007, que Claire Andrieu qualifiera en 2011 de brillant et provocateur avant de réfuter son argumentation, Denis Kessler, ancien vice-président du MEDEF utilise lui aussi « le programme du CNR » pour désigner l'ensemble des réformes de 1945 : « Le modèle social français est le pur produit du Conseil national de la Résistance. Un compromis entre gaullistes et communistes. Il est grand temps de le réformer, et le gouvernement s'y emploie. Les annonces successives des différentes réformes par le gouvernement peuvent donner une impression de patchwork, tant elles paraissent variées, d'importance inégale, et de portées diverses : statut de la fonction publique, régimes spéciaux de retraite, refonte de la Sécurité sociale, paritarisme... A y regarder de plus près, on constate qu'il y a une profonde unité à ce programme ambitieux. La liste des réformes ? C'est simple, prenez tout ce qui a été mis en place entre 1944 et 1952, sans exception. Elle est là. Il s'agit aujourd'hui de sortir de 1945, et de défaire méthodiquement le programme du Conseil national de la Résistance ! ».